# ديانة الأزتك
نشأت ديانة الأزتك من سكّان الأزتك الأصليين في وسط المكسيك. مثل غيرها من الديانات في أمريكا الوسطى، تضمّنت أيضًا ممارسات مثل التضحية البشرية التي تحدث في العديد من الاحتفالات الدينية ضمن التقويم الأزتكي. يمتلك هذا الدِّين المُشرك العديد من الآلهة والإلهات. غالبًا ما دمج شعب الأزتك الآلهة التي استعاروها من المناطق الجغرافيّة والشعوب الأخرى في ممارساتهم الدينيّة الخاصّة.
يُقسّم علم الكونيات الخاص بدِين الأزتك العالم إلى ثلاثة عشر سماء وتسع طبقات أرضية أو ما يُعرف بطبقات العالم السفلي. تتداخل السماء الأولى مع الطبقة الأرضية الأولى، إذ تلتقي السماء والطبقة الأرضية على سطح الأرض. يرتبط كل مستوى بمجموعة محددة من الآلهة والأجرام الفلكيّة. أهمّ الكيانات السماوية في ديانة الأزتك هي الشمس والقمر وكوكب الزهرة (كلاهما «نجمة الصباح» و«نجمة المساء»). يُشار إلى الأزتك غالبًا باسم «شعب الشمس».
يُعبد العديد من الآلهة الرئيسة في ديانة الأزتك في العالم المعاصر إلى يومنا هذا. تُعرف هذه الآلهة بأسماء مثل تلالوك وكيتزالكواتل وتيزكاتليبوكا، الذين كُرّموا بأسماء مختلفة في ثقافات متعددة عبر تاريخ أمريكا الوسطى. بالنسبة إلى الأزتك، تمثّلت الآلهة ذات الأهمية الخاصّة بتلالوك إله المطر وهويتزيلوبوشتلي (قائد قبيلة المكسيكا)، كيتزالكواتل، ثعبان الريش (إله الريح والتعلم)، وتيزكاتليبوكا، إله القدر والحظ الفَطن المتلاعب. ارتبط تيزكاتليبوكا أيضًا بالحرب والشعوذة. عُبِد كلّ من تلالوك وهويتزيلوبوشتلي في الأضرحة المقدسّة ضمن الجزء العلوي من الهرم الأكبر في العاصمة تينوتشتيتلان. خُصّص نصب تذكاري ثالث في الساحة أمام المعبد الأعظم (بالإسبانية تيمبلو مايور) لإله الرياح، إيكاتل، وهو جانب أو شكل من أشكال الإله كيتزالكواتل.

## تيوتل
يُعتبر مفهوم «تيوتل» أمراً محوريّاً لدى شعب الأزتك. غالبًا ما يُفسّر المصطلح بكلمة «إله»، لكنّه ربّما يحمل في طيّاته جوانب أكثر تجريديّةً من الألوهية أو الطاقة الخارقة للطبيعة، على غرار المفهوم البولينيزي «مانا» (أو الطاقة باللغات الأسترونيزية).
تعَدّ طبيعة تيوتل عنصراً أساسياً في فهم سقوط إمبراطورية الأزتك. أشار حاكم الأزتك في ذلك الوقت موكتيزوما الثاني، وشعب الأزتك، بشكل عام، إلى كورتيز والغزاة باسم «تيوتل». وساد الاعتقاد هناك على نطاق واسع بكونهم آلهة، لكن الفهم الأفضل لمفهوم «تيتول» قد يوحي بكونهم مجرد شيء «غامض» أو «لا يمكن تفسيره».

## مَجمَع الآلهة
تبنّى الأزتيك في كثير من الأحيان آلهة من ثقافات مختلفة وعبدوهم كأنهم جزء من آلهتهم. على سبيل المثال، كان إله الخصوبة، كسيبي توتيك، في الأصل إلهًا لشعب اليوبي (الاسم الناواتلي لشعب التلابانيك)، لكنه أصبح جزءًا لا يتجزأ من نظام معتقدات الأزتك. علاوةً على ذلك، شُّبهت في بعض الأحيان تلك الآلهة الدخيلة بإله موجود مُسبقاً. كان لآلهة أخرى، مثل تيزكاتليبوكا وكيتزالكواتل، جذور في الحضارات القديمة في أمريكا الوسطى، وعُبدوا في العديد من الثقافات تحت أسماء مختلفة.
يمكن تقسيم الآلهة الكثيرة للأزتيك في مجموعات تتبع لموضوعات مختلفة. ارتبط بعضها بجوانب الطبيعة، مثل تلالوك وكيتزالكواتل، وارتبطت آلهة أخرى بمِهن معيّنة. لإيضاح تعقيد الطقوس في مجتمع الأزتك، وُجدت آلهة مرتبطة بالبولكي، وهو مشروب كحولي مقدس، بالإضافة لوجود آلهة للثمالة والفيض والمرح والألعاب. امتلك الكثير من الآلهة جوانب متعددة بأسماء مختلفة، إذ سلّط كل اسم الضوء على وظيفة أو سمة محددة للإله. في بعض الأحيان، اتّحد إلهان وتحوّلا إلى إله واحد. وكثيراً ما تجسّدت آلهة بصورة آلهة أخرى ضمن القصّة الواحدة. جمعت صور الأزتك أحيانًا خواصّ تعود لعدّة آلهة.
صنّف عالم الأزتك إتش. بي. نيكولسن (1971) الآلهة إلى ثلاث مجموعات وفقًا لمعناها التصوّري في ديانات أمريكا الوسطى. سمّى المجموعة الأولى «الإبداع السماوي -مجموعة الأبوية الإلهية»، والمجموعة الثانية: آلهة الأرض الأم، وآلهة البولكي، وكسيبي توتيك. أمّا المجموعة الثالثة، وهي مجموعة الحرب والتضحية والذبائح والغذاء، وتضمّنت آلهة مثل: أومي توشتلي وهويتزيلوبوشتلي وميشتانتيكوتلي وميكسكواتل. يوجد تصنيف أكثر دقةً على أساس الخصائص الوظيفية للآلهة على النحو التالي:

### الآلهة الثقافية
- تيزكاتليبوكا: تعني «مرآة الدخان»، إله الشامان في أمريكا الوسطى، قوة عالمية شاملة.
- كيتزالكواتل: تعني «ثعبان الريش»، إله الحياة والرياح ونجمة الصباح في أمريكا الوسطى.
- تلالوك: إله العواصف الممطرة والماء والرعد أو أيّ عاصفة في أمريكا الوسطى
- ميكسكواتل: تعني «ثعبان السحاب»، الإله القبلي للكثيرين من شعب الناوا مثل تلاكسكالتيكا، إله الحرب والتضحية والصيد.
- هويتزيلوبوشتلي: تعني «الطائر الطنان الأعسر»، الإله الراعي لقبيلة المكسيكا في تينوتشيتلان، وإله الشمس.

### آلهة الطبيعة
- ميتزلي: القمر.
- تلالتيكوتلي: يعني «رب الأرض»، إلهة الأرض.
- شالشيوتليسو: يعني «تنورة اليشم»، إلهة الينابيع.
- سينتزون هويتزناهوا: يعني «400 من الجنوبيين»، آلهة النجوم.
- إيكاتل: إله الريح، وغالبًا ما يختلط مع كيتزالكواتل وتسمى «كيتزالكواتل- إيكاتل»

### آلهة الخلق
- أوميتيكوتلي وأوميكيهواتل (يطلق عليهما أوميتيوتل) في السماوات أو توناكاتيكوتلي وتوناكاكيواتل في الأرض، آلهة خلق الأزواج.
- كسيهتيكوتلي/ هويهوتويل: تعني «الإله القديم» و «الإله الفيروزي»، إله الأصول والوقت والنار والشيخوخة.
- كواتليكيو/توكي/تيتيو/تونانتزين: إلهة الأسلاف.

### آلهة البولكي والفيض
- تلازلتوتل: إلهة القذارة والشعور بالذنب والتطهير.
- تيبوزتيكاتل: إله البولكي المعبود في في بلدة تيبوزتلان.
- كسوشيكويتزال: إلهة المتعة والملذات والجنس.
- ماياهويل: إلهة البولكي ونبات الأغاف الأمريكي.
- الأوياتيتو.
- ماكويلتوشتلي.
- ماكسويلكزوشيتل.
- ماكويلكويتزبالين.
- ماكويلكوزكاكواهتيل.
- ماكويلماينالي.
- سينتزون توتوشتين: وتعني «400 أرنب»، إله التسمم.
- أوميتوشتلي: يعني «اثنين من الأرانب»، زعيم السينتزون توتوشتين، إله الخصوبة، والتسمم.

### آلهة الذرة والخصوبة
- كسيبي توتيك: تعني «ربّنا المسلوخ»، إله الخصوبة المرتبط بالربيع، الإله الراعي لصائغ الذهب.
- سينتيول: إله الذرة
- كزيلونين/شيكوميكواتل: إلهة الذرة الطرية.
- كسوشيبيلي: تعني «أمير الزهور»، إله السعادة والزهور والسرور والخصوبة.

### آلهة الموت والعالم السفلي
- ميكتلانتيكولتي: ملك العالم السفلي.
- ميكتلانكيهواتل: ملكة العالم السفلي.
- كزولوتل: «الحيوان»، إله نجمة المساء.

### آلهة التجارة
- ياكاتيكوتيل: يعني «إله الأنف»، إله التجّار.
- باتيكاتل: إله الأطباء والطب.

## الدِّين والمجتمع
كان الدِّين جزءًا من جميع مستويات مجتمع الأزتك. على مستوى الدّولة، سيطر التلاتواني (أو الحكّام باللّغة النواتلية) وكبار الكهنة الذين يحكمون المعابد الرئيسة في المنطقة الاحتفالية لعاصمة الأزتك في تينوتشيتلان على الدِّين. شمل هذا المستوى المهرجانات الشهريّة الكبيرة، وعددا من الطقوس المحدّدة التي تركّزت حول سلالة الحاكم ومحاولة تحقيق الاستقرار في كل من النُظم السياسية والكونية. تضمّنت هذه الطقوس الذبائح البشرية. يسمّى أحد هذه الطقوس احتفالية هوي توزتلي، إذ يقوم الحاكم بصعود جبل تلالوك والمشاركة في التضحية الذاتية من أجل التماس الأمطار. في جميع أنحاء المجتمع، امتلك كل مستوى طقوساً وآلهة خاصة به، ولعب دوره في طقوس أكبر من المجتمع. على سبيل المثال، اشترك مستوى تجار بوشتيكا في احتفالية تلاكسوشيماكو، إذ يحتفلون بإله التجّار، ويضحون بالعبيد الذين اشتروهم من تجار المسافات الطويلة في أسواق خاصّة للرقيق. تشارك عامة الناس في احتفالية اوشبانيزتلي، إذ يجتاحون الشوارع. بعد ذلك، يقومون أيضًا بطقوس الاستحمام. كان أكثر الطقوس إثارةً هو احتفاليّة النار الجديدة الذي أُقيم كل 52 عامًا بمشاركة كلّ المواطنين من عالم الأزتك. خلاله، يُدمّر عامة الناس أواني المنزل، ويُخمدون جميع الحرائق، ويستقبلون ناراً جديدة من الشعلة الموجودة في قمة جبل هويكساشتلان، ويضرمون النيران في صدر أحد الأفراد المُختارين من قبل كبار الكهنة باعتبار هذا نوعا من أنواع التضحية.